# Syagrus picrophylla
Espèce
Synonymes
- Cocos catechucarpa Barb.Rodr.[1]
- Cocos oleracea Drude[2]
- Cocos oleracea Mart.[2]
- Cocos picrophylla (Barb.Rodr.) Barb.Rodr.[1]
- Syagrus catechucarpa (Barb.Rodr.) Becc.[1]
- Syagrus oleracea (Drude) Becc.[2]
- Syagrus oleracea (Mart.) Becc. (préféré par GRIN)[2]
- Syagrus picrophylla Barb. Rodr.[2]

Statut de conservation UICN

 LC  : Préoccupation mineure
Syagrus picrophylla est une espèce de plantes de la famille des Arecaceae.

## Publication originale
- Enumeratio palmarum novarum quas valle fluminis Amazonum inventas et ad sertum palmarum collectas Prot. App.: 45. 1879.